# موتورولا كالغاري (موبايل)
موتورولا كالغاري (بالإنجليزية: Motorola Calgary)‏ هو هاتف ذكي من موتورولا يعمل بنظام أندرويد، تم طرحه في الأسواق في 2009.

## الخصائص
- نظام التشغيل: أندرويد
- الكاميرا الخلفية: 3 ميجابكسل
- الشاشة: 854 × 480
- الوزن: 169 غ (6.0 أونصة)
- الذاكرة: 256 ميجابايت
- التخزين: 32 جيجابايت